# بنوا دو سنت-مور
بونوا دو سنت مور (به فرانسوی: Benoît de Sainte-Maure) شاعر قرن دوازدهم میلادی اهل فرانسه است. رمان دو تروا (Le Roman de Troie) یکی از آثار اوست که حدود سال ۱۱۶۰ به شعر سروده شده‌است و دربارهٔ جنگ تروا در دوران قرون وسطی است.